# Анна (моноопера)
«А́нна» — моноопера композитора Леонида Клиничева, написанная в 2011 году на основе замысла, предложенного ему Ларисой Гергиевой. Посвящена истории жизни Анны Ахматовой, частично основана на её автобиографических материалах. Является частью тетралогии, посвящённой русским поэтессам: Анне Ахматовой, Марине Цветаевой, Зинаиде Гиппиус и Белле Ахмадулиной. Премьера состоялась в декабре 2011 года в рамках фестиваля моноспектаклей «Арт-Соло» на сцене Северо-Осетинского театра оперы и балета.
28 января 2016 года на сцене Нижегородского театра оперы и балета имени А. С. Пушкина состоялась премьера постановки спектакля «Анна — Марина», представляющего собой диптих из двух моноопер Леонида Клиничева «Анна» и «Страсти по Марине». 29 мая 2016 года состоялась премьера постановки на камерной сцене «Мариинка-2» Мариинского театра в Санкт-Петербурге. 20 октября 2018 года на сцене Большого зала Ростовской филармонии состоялась постановка в рамках концерта, посвящённого 80-летнему юбилею Леонида Клиничева.
Моноопера и её постановки отмечены вниманием критиков, которые нашли в ней связь с камерным театром, классической русской оперой, позднеромантической оперой конца XIX века, а также судьбой России XX века.

## История создания
Замысел монооперы принадлежит Ларисе Гергиевой. По словам Леонида Клиничева, Гергиева сама выбрала его и предложила воплотить идею монооперы. Предложение использовать историю судьбы легендарной Ахматовой как интересный драматургический материал взволновало и творчески вдохновило композитора. Музыка и либретто были написаны Клиничевым в 2011 году специально для фестиваля моноспектаклей «Арт-Соло». Композитор рассказывал о том, что моноопера посвящена Ларисе Гергиевой. Клиничев отмечал, что в основном музыкальный язык оперы и её музыкальную драматургию определяла стилистика поэзии Ахматовой, но в то же время композитор не пытался избегать и иной стилизации, например, музыкальное оформление эпизода отношений поэтессы с Модильяни стилистически связано со старым довоенным Парижем и праздничной атмосферой маскарадов из произведений Модильяни. Клиничев утверждал, что при написании оперы он вдохновлялся произведениями композиторов «внутренне-психологического» направления русской музыки — Чайковского, Рахманинова, Шостаковича. Опера является первой частью оперной тетралогии, посвящённой трём поэтессам Серебряного века: Анне Ахматовой, Марине Цветаевой (монодрама «Страсти по Марине») и Зинаиде Гиппиус (камерная опера «Нежная кобра»), а также поэтессе поколения шестидесятников Белле Ахмадулиной (в 2018 году опера, посвящённая Ахмадулиной, ещё не была закончена).

## Описание
Об Анне Ахматовой, побывавшей за свою жизнь и женой, и любовницей, и матерью, и вдовой, и брошенной, и изменницей, и раньше снимали кино, ставили спектакли, сочиняли музыку, писали пьесы и романы, ей посвящали и прозу, и стихи. Леонид Клиничев же представил в моноопере «Анна» собственный взгляд на историю жизни этой женщины, воплотившей в себе всё бесконечное многообразие женских судеб и характеров переломной эпохи, потрясённой революциями и войнами.
Либретто основано на многочисленных автобиографических материалах: дневниках и письмах Ахматовой, воспоминаниях. Все эти материалы композитор свёл в единый, хронологически последовательный сюжет, драматургическая линия которого начинается проведённым в Царском Селе детством и заканчивается последними днями жизни.
Театрально мелодичная и образная партитура оперы, схожая по стилистике с языком поэзии Ахматовой, построена по принципу сквозного развития. Её музыкальные эпизоды, сменяющие друг друга, контрастны. В первой половине господствует весёлый жанр вальса. Разделение оперы (и жизни героини) сопровождается набатным боем. Во второй половине оперы преимущество получают хорал, марш, колокольные перезвоны, в первой части лишь оттенявшие вальсы и мазурки.

## Сюжет
По мнению Галины Калошиной, в монодраме «Анна» показано развитие линии трагических жизненных перипетий, соотносимых с внутренними конфликтами и противоречиями. Сюжет условно разделён на две приблизительно равные по времени звучания и масштабам части. В опере один за другим сменяются эпизоды жизни Ахматовой, обречённые на бессмертие в её стихах. По мнению Татьяны Плахотиной, смена эпизодов напоминает мелькание кадров старой чёрно-белой плёнки. По мнению Галины Калошиной, впечатление кинохроники производит лишь вторая, ускоряющаяся половина оперы, в отличие от которой в первой части сценическое время течёт неторопливо.
В первую часть оперы входят: рождение, описание родословной (бабушка и её наследственный перстень), детство, прошедшее в Царском Селе, учёба в Институте благородных девиц, летний отдых в Крыму дорвавшейся до свободы «дикарки», знакомство с Гумилёвым, помолвка, свадьба, свадебное путешествие во Францию, пребывание в Париже. Вот Анна впервые выходит замуж, набросив на плечи роскошную шаль и надев жемчужное ожерелье. В старом довоенном Париже маскарад, и Анна кокетливо прячет глаза за изысканной венецианской маской, а потом прогуливается рука об руку с безнадёжно влюблённым в неё Модильяни по Версалю. Заканчивается часть резким переломом сознания героини, разрывом с предыдущим миром.
Во второй части оперы судьба проводит Анну через все эпохальные потрясения страны: Первую мировую войну, революцию, голод и разруху Гражданской войны, обманчивое затишье 1920-х годов, террор 1930-х годов. Страшную волну революции Ахматова встречает, завернувшись в тёплый плед и греясь сжатой в дрожащих руках чашкой горячего чая. Арест и расстрел мужа Анна принимает, кротко и бережно обнимая строгий мужской пиджак, одиноко висящий на вешалке. Проводив сына на долгий срок в тюрьму, Ахматова, опустившись на колени, молится в страхе за него. Последние годы жизни Анны проходят в одиночестве, свою собственную судьбу она встречает в холодном луче света, где её спутниками являются лишь исписанные бумаги у изящной шкатулки на небольшом столике и горящая свеча на рояле. В эпилоге кажущаяся после всех испытаний неподвластной ни времени, ни смерти, отрешённая от мирской суеты, кроткая и мудрая Анна повторяет как пророчество слова: «Всего прочнее на земле печаль и долговечней царственное слово».

## Постановка Северо-Осетинского театра оперы и балета
Описание
Премьерная постановка состоялась в последних числах декабря 2011 года на сцене Северо-Осетинского театра оперы и балета в рамках фестиваля моноспектаклей «Арт-Соло». Для этой постановки партитура оперы была переложена для фортепиано. По мнению Виктории Головко, у постановки был оглушительный успех.
Участники постановки
Первой исполнительницей оперы стала Мария Соловьёва. Режиссёром постановки выступил Александр Маскалин. Музыку исполнил Василий Попов.
Мнение Леонида Клиничева
По словам Леонида Клиничева, обладающая удивительным чутьём на таланты Лариса Гергиева (которой композитор остался очень благодарен), выбирая исполнительницу, обращала внимание на всё: голос, манеру исполнения, характер, пластику, внешность. Леонид Клиничев счёл, что Мария Соловьёва, в придачу к чудному прекрасному пению, вела себя как настоящая профессиональная актриса, умело притягивала к себе внимание зрителей, обладала внутренней уверенностью. Так же качественно была подобрана и постановочная команда. Клиничев остался доволен и режиссёром спектакля Александром Маскалиным, и пианистом Василием Поповым.
Критика
Как описывала премьерный показ постановки Татьяна Плахотина в своей рецензии на страницах журнала «Музыкальная жизнь», действие спектакля игровыми деталями перегружено не было. Внимание зрителя акцентировалось на переломных моментах жизни героини, на том, как их острая драматичность повлияла на становление и развитие её внутреннего мира, мировоззрения и характера. Певице Марии Соловьёвой удалось всецело завладеть вниманием зрителя на время всего спектакля; в её органичном актёрском исполнении меньше чем за час чуть-чуть неловкая и смешная семнадцатилетняя девочка проживает целую жизнь: взрослеет, влюбляет и влюбляется, становится женой, матерью, вдовой, переживает много страшных событий и одиночество.

## Постановка Нижегородского театра оперы и балета имени А. С. Пушкина
Описание
28 января 2016 года на сцене Нижегородского театра оперы и балета имени А. С. Пушкина состоялась премьера постановки спектакля «Анна — Марина», представляющего собой диптих из двух моноопер Леонида Клиничева о российских поэтессах первой половины XX века «Анна» и «Страсти по Марине». Постановка получилась не вполне камерной, поскольку проходила на большой сцене с полноценным оркестром. Оформление сцены заключалось в изображении пространства Петербурга, для чего были подготовлены декорации, призванные изображать узнаваемые строгий обелиск и гранитную набережную. Именно в этом сценическом пространстве стремительно проносится жизнь Ахматовой. Помимо минимальных декораций оперному воплощению лирики поэтессы должны были способствовать экран и изменение цвета освещения в зависимости от передаваемого настроения исполняемых произведений. Специально для этого диптиха главным дирижёром театра Ренатом Зиганшиным было написано хоровое вступление на слова стихотворения Ахматовой «Столько просьб у любимой всегда!». Подготовлено было два состава исполнителей. По мнению Виктории Головко, у постановки был оглушительный успех.
Участники постановки
Исполнителем роли Анны Ахматовой в день премьеры выступила Аида Ипполитова. Во втором составе роль Анны Ахматовой исполняла Екатерина Ефремова. Режиссёром-постановщиком и сценографом (художником-постановщиком) был Андрей Сергеев. Хоровое вступление исполнил хор Нижегородской консерватории. Этот же хор принимал участие в исполнении молитвы «Все души милых на высоких звёздах». Музыкальное сопровождение вёл оркестр Нижегородского театра под руководством дирижёра Рената Зиганшина, который выступал и в роли музыкального руководителя — постановщика спектакля.
Критика
У Александра Матусевича, описавшего постановку на страницах журнала «Знамя», остались некоторые сомнения относительно драматургии монооперы «Анна», несмотря на отсутствие сомнений относительно качества музыкального материала и исполнительского мастерства оркестра и солистки. Матусевич нашёл исполнение Екатерины Ефремовой вполне убедительным. Ему показалось, что харизматичный посыл мелодекламации и величественная стать певицы реинкарнировали сильную духом, несломленную, вынесшую все неимоверные трудности, могучую Анну Ахматову. И немаловажно, что театру в целом и Ефремовой в частности удалось удержать внимание публики к этой сложной для большой сцены постановке, чему способствовали возможности, заложенные в партитуры Клиничева. Хоровое вступление, исполненное a capella, как эпиграф задало тон всему спектаклю. Дирижёр любовно обращался с доверенным ему материалом, его поющий оркестр донёс до слушателей все краски партитуры и бережно преподнёс голос солистки.
Игорь Корябин, рецензируя постановку для сайта Belcanto.ru, назвал её вдохновенным послесловием к прошедшему Году русской литературы, ставшим, с точки зрения постановочной новизны и эстетики художественного воплощения, абсолютно уникальным и необычным проектом. Корябин отнёс постановку, по её содержательной сути, к камерному театру, но, по его же мнению, крупномасштабность художественно-психологического обобщения, нешуточный драматизм вокального исполнения, выстроенная на разнообразных тембрально чувственных и чётко прослушиваемых нюансах плотная фактура исполнения большого состава симфонического оркестра позволили говорить о серьёзной полноформатной работе в крупной вокально-симфонической форме. Большой удачей стала встреча энергетически мощной музыки Леонида Клиничева с образно ёмкой и поразительно динамичной постановкой Андрея Сергеева. Атмосферу спектакля определили символичные мизансцены и метафорическое наполнение пространства. Дирижёр Ренат Зиганшин стал особо важным связующим звеном между исполнительницами и режиссёром, режиссёром и композитором, партитурой и оркестром. Игорь Корябин нашёл, что своим энтузиазмом и азартом Зиганшин увлёк всех участников проекта, и оркестр под его управлением зазвучал просто изумительно, став не просто аккомпанементом вокалу, но и практически самостоятельным действующим лицом, пусть и не вербально, но разговаривающим с певицами. Корябин полагал, что значимости постановки ещё предстоит быть оценённой, но собственные личные впечатления от постановки, прозвучавшей одновременно трагично и безудержно неистово, страстно и романтически нежно, он уже назвал катарсисом. По мнению Корябина, так поставить спектакль мог лишь тот, кто, пропустив музыку через свою душу, влюбился в неё.
Лариса Гергиева, оценивая эту постановку, сочла, что полновесный спектакль, смонтированный из двух моноопер, размывает саму идею монопостановки, которая позволяет слушателю остаться один на один с исполнителем, соприкоснуться душа к душе. По мнению Гергиевой, только моноформат требует от исполнителя личностного выражения и огромного мастерства, когда от глядящих в глаза зрителей невозможно прикрыться ни красотой декорации, ни мастерством партнёра, и только монопостановка формирует нужный масштаб личности вокалиста.

## Постановка Мариинского театра
Описание постановки
В 2016 году готовилась постановка монооперы «Анна» на камерной сцене «Мариинка-2» Мариинского театра в Санкт-Петербурге. Премьера состоялась 29 мая 2016 года. По мнению Леонида Клиничева, зрителями битком набитого зала спектакль был принят очень тепло. Клиничева покорило, что среди публики было очень много молодёжи, интересующейся судьбой и творчеством талантливых поэтесс.
Участники постановки
Роль Анны Ахматовой исполнила Наталья Павлова. Партию фортепиано исполнил Василий Павлов. Музыкальным руководителем явилась Лариса Гергиева. Режиссёром выступил Александр Маскалин. Ответственной за сценическое оформление была Анна Соболева. Художником по свету был Егор Карташов.
По словам Ларисы Гергиевой, повторно исполнить роль Анны Ахматовой могла первая исполнительница оперы Мария Соловьёва, но ей помешала беременность.

## Постановка Ростовской государственной филармонии
Описание постановки
Премьера ростовской постановки состоялась 20 октября 2018 года на сцене Большого зала Ростовской филармонии в рамках концерта, посвящённого 80-летнему юбилею Леонида Клиничева.
Участники постановки
Роль Анны Ахматовой вновь исполнила солистка Мариинского театра Мария Соловьёва. Дирижёром был Антон Шабуров.

## Критика
В своей рецензии на страницах литературного журнала «Знамя» Александр Матусевич написал, что в выборе автобиографичности рассказа от лица прошедшей долгий, трудный и удивительный путь поэтессы заключаются необычность монооперы «Анна», её новизна и одновременно спорность выбранной концепции. Сделать интересным более чем часовой доклад о перипетиях судьбы Ахматовой, удерживать всё это время внимание зала — весьма сложная задача для солистки. Как посчитал Матусевич, Клиничев не слишком угадал с либретто, написанным им по дневниковым записям Анны Ахматовой, поскольку такой сюжет мог и не заинтересовать публику. При этом музыка оперы, изображающая разные психологические состояния персонажа в широком спектре выразительности от нежной меланхолии до исступлённой экспрессии, получилась весьма разнообразной и мастеровитой. По словам Матусевича, в национально окрашенных партитурах Клиничева прослеживается связь с классической русской оперой, в них заложена энергетическая мощь, по заложенным в них задачам они впечатляюще масштабны, и в то же время они наполнены тонкими нюансами. Все перечисленные характеристики партитур дают удивительную, даже парадоксальную возможность ставить монооперу как в камерном формате, так и на большой сцене.
Рассматривая оперный диптих «Страсти по Анне и Марине» на страницах «Южно-Российского музыкального альманаха», Галина Калошина расценила, что по внешним характеристикам (длительности, структуре, ограниченности исполнительского состава) моноопера «Анна» относится к камерному театру. В то же время оперу отличает значительность художественной концепции. В её либретто сплелись темы творческого самовыражения, тернистости пути художника в современном мире, борьбы за счастье и любовь, женской судьбы, неразрывной взаимосвязи биографий русских поэтов с отечественной историей. Основным сюжетным конфликтом является конфликт между обществом и художником-творцом. Опыт оперы «Драма на охоте» по одноимённой повести Антона Чехова помог композитору в раскрытии психологических перипетий посредством параллельной драматургии сопряжения прозы и стихов. При этом в либретто преобладают родственные литературному жанру исповеди сокровенно-лирические мотивы, характерные для оперных монодрам XX века и сюжетных вокальных циклов эпохи романтизма. Поставленная цель «…рассказать и показать сквозь беспощадное солнечное сияние страшный фон моей жизни и моих стихов» повлекла естественное чередование текстов стихов героини с её монологами, связавшее творчество поэтессы с её судьбой. Внутренний мир героини выражен двумя пластами: скупыми строками дневников, писем и воспоминаний женщины, разделившей трагедии многих своих современниц, и творчеством поэтессы, отразившим все её глубокие переживания. Значительное внимание уделено гендерному мотиву, отражающему происходившее в тяжелейших условиях отстаивание героиней своего права на жизнь, любовь, достоинство и независимость. Осуществлённое в диалоге с поэзией Ахматовой осмысление вечных вопросов Веры и Неверия, Бытия и Инобытия, Совести и высшей Справедливости, Жизни и Смерти и, конечно же, Любви, придало опере подлинно универсальное, общечеловеческое звучание.
Игорь Корябин написал для Belcanto.ru, что вобравший в себя высокую духовную миссию русской поэзии трагический монолог Ахматовой о жизненных бурях и превратностях любовной фортуны является искренним и волнующим отражением многострадальной судьбы России XX столетия на театральной сцене. Весьма приятным и довольно редким исключением в сравнении с современной академической музыкой явилась мелодичность формы партитуры Клиничева, музыка которой, с её неуловимо свиридовской щемящей надломленностью и наполненной душевной болью открытостью, по своим корням, по своему глубинному настрою является истинно русской. Композитор мастерски выстроил царственно уверенную и спокойную музыкальную линию судьбы Ахматовой, оставив открытым её финал.
Богдан Королёк писал об опере, что в ней лирические комментарии к автобиографии (фрагменты стихотворений Ахматовой), этакие поэтические интермеццо, перемежаются повествованием от первого лица в прозе. По ходу действия цитаты становятся всё более дробными, напоминая спутанные мысли и сбившееся дыхание. Когда дело доходит до страшных лет ежовщины, расстрела мужа и ареста сына, отрывки сразу четырёх стихотворений сменяют друг друга с лихорадочной скоростью. И в музыкальном отношении произведение построено в виде развёрнутого речитатива, в который вставлены жанровые номера, такие как колыбельная («Под мостами полыньи дымятся»), мазурка («Как вы улыбаетесь редко») и вальс («Мне от бабушки-татарки были редкостью подарки»). В финальный номер «Колокола» включены известные ахматовские строки «Ржавеет золото и истлевает сталь…». Этот номер соблюдает традиции русской «колокольной» музыки в сочинениях Щедрина, Гаврилина, Рахманинова. «Анна» очень похожа на советские монодрамы, жанр которых процветал в 1970-е годы. При этом музыкальный язык произведения характерен скорее для позднеромантической оперы конца XIX века.